# Герцог Кларенський
Герцог Кларенський — герцогський титул, що традиційно надається молодшим членам англійської та британської королівських родин.
Вперше титул герцога Кларенса було надано 1362 року Лайонелу Антверпу, третьому сину англійського короля Едуарда III, після смерті якого титул повернувся до корони, оскільки у нього не було спадкоємців.
У 1412 році король Генріх IV надав титул герцога Кларенсського своєму другому сину Томасу Ланкастерському, який також не залишив спадкоємців.
У 1461 році Едуард IV надав титул своєму брату Джорджу Плантагенету, який втратив звання у 1478 році, після того, як його було визнано винним у державній зраді проти свого брата.
Цікавий факт, що відродження титулу герцога Кларенського мало відбутись для лорда Гілфорда Дадлі, чоловіка леді Джейн Грей, під час її коронації, оскільки вона відмовилась визнати у ньому короля-консорта. Тим не менше, її було скинуто до того, як це рішення набрало чинності.
Наступна креація титулу (герцог Кларенс і Сент-Ендрюс) була здійснена у 1789 році для принца Вільгельма, третього сина короля Георга III. Коли принц Вільгельм став наступником свого брата, титул повернувся до корони.
Остання креація титулу відбулась у 1890 році (герцог Кларенс та Евондейл) для принца Альберта Віктора Уельського, старшого сина Альберта Едуарда, принца Уельського (пізніше король Едуард VII). Герцог помер від пневмонії за два роки, не лишивши спадкоємців, і титул знову повернувся до корони.
Назва титулу походить від назви міста Клер у графстві Саффолк, яке належало першому герцогу Кларенському, Лайонелу Антверпу. Його дружина, Єлизавета де Бург, 4-а графиня Ольстера, була прямим нащадком попередніх власників, де Кларс, і маєток Клер був серед тих земель, які вона принесла своєму чоловіку. Після об'єднання корон у 1603 році, власники титулу також отримали володіння в Шотландії, такі як Сент-Ендрюс та Евондейл.